# Bogda Feng
Bogda Feng (kinesiska: 博格达峰 / 博格達峰, Bógédá fẽng; mongoliska: Bogd uul) är ett berg i Kina. Det är det högsta berget i bergskedjan Bogda Shan, i den östra förlängningen av Tianshan. Bergstoppen når 5445 m ö.h., och berget är det 18:e mest dominanta i världen (nummer sex i Asien).

## Beskrivning
Berget ligger i Bogda Shan-kedjan, öster om själva Tianshan. Bogda Feng är högst av sju bergstoppar på över 5000 meters höjd i denna öst-västligt löpande sidokedja. Denna bergskedja är avskild från (övriga delen av) Tianshan genom bergspass och lägre liggande bergsområden nära Ürümqi, regionhuvudstaden i Xinjiang. Bogda Fengs topp är ständigt snötäckt, och längs med bergsfoten rinner en stor glaciär.
Bogda Feng erbjuder särskilda utmaningar för bergsklättrare – dess branta bergssidor har ofta 70 till 80 graders lutning. Berget bestegs första gången 1981, av ett lag bergsklättrare från Kyoto, Japan.
Trots dess isolering kan berget skymtas från Tianchi, en bergssjö på 1980 m ö.h. som är en populär turistdestination.